# Sentadona
"Sentadona (Ai Calica)", também conhecido como, apenas, "Sentadona", é uma canção dos cantores brasileiros Davi Kneip e MC Frog e do DJ Gabriel do Borel. Composta pelos três e produzida por Gabriel, foi lançado como single em 4 de fevereiro de 2022 através de Davi pela distribuidora digital ONErpm.

## Remix
"Sentadona (Remix)" (estilizado como "sentaDONA (Remix) s2") é uma canção de Davi Kneip, MC Frog, DJ Gabriel do Borel e Luísa Sonza. Sendo a original escrita pelos três primeiros artistas, agora conta com Sonza, Carol Biazin e Elana Dara na composição. A regravação foi lançada em 17 de março de 2022.

## Antecedentes e desenvolvimento
Em 2022, o cantor Davi Kneip, que na época ganhou uma notoriedade nacional muito grande, internacional também, por conta de sua participação no reality show da Netflix Brincando com Fogo: Brasil, lançado no ano passado, foi visitar o MC Frog em sua casa em Belo Horizonte, cidade onde mora ambos os artistas. Na época, Frog já era uma referência do funk mineiro. Enquanto estavam tomando uísque na piscina, Davi insistiu para eles gravarem uma música, porém não tinham muito equipamento, apenas  “um fone de ouvido com um lado só funcionando” e um computador. Gravaram as vozes pelo celular mesmo, por isso as vozes estão abafadas na faixa. No que Frog fez os primeiros versos, Davi se lembrou que o DJ carioca Gabriel do Borel estava na cidade e, então, fizeram uma ligação para ele, o convidando para participar da canção. Gabriel aceitou, mas não podia sair do hotel que estava hospedado. Então, mandaram para o produtor a composição pelo WhatsApp, incluindo a gíria carioca "ai calica", que expressa empolgação. Frog ligou o pc, instalou um programa de edição e fez a música na hora, usando como base o "beat da jogadinha", popular em dancinhas.

## Lançamento e recepção
Mesmo Frog achando ruim a faixa por conta do improviso que foi a produção, lançaram em 4 de fevereiro de 2022 e, em dois dias, se tornou um sucesso nacional.
A cantora Luísa Sonza ouviu a composição no perfil de Gabriel do Borel e pediu para participar de uma nova versão. Com a ajuda de Carol Biazin e Elana Dara, Sonza escreveu seu verso, contendo uma batida de trap, e mudou o ponto de vista do refrão, de "Fala que é sem sentimento / Mas quando ela senta, apaixona" para "Mas quando eu sento, (ele) apaixona", se tornando a "dona" mencionada no título. Em 17 de março, lançaram seu remix junto a um videoclipe.
A regravação foi muito bem recebida. Chegou ao topo das paradas musicais brasileiras e foi a primeira entrada dos artistas na parada diária global do Spotify, chegando até a 49º posição. Com duas semanas após o lançamento, o videoclipe no YouTube já somava mais de 15 milhões de visualizações.

### Desempenho comercial
| Tabela musical (2022)           | Recipiente            | Melhor posição |
| ------------------------------- | --------------------- | -------------- |
| Brasil (Billboard Brazil Songs) | Sentadona (Ai Calica) | 1              |

| Tabela musical (2022)     | Recipiente        | Melhor posição |
| ------------------------- | ----------------- | -------------- |
| Brasil (Top 50 Streaming) | Sentadona (Remix) | 1              |

### Certificações
| Região                                                        | Recipiente        | Certificação | Vendas       |
| ------------------------------------------------------------- | ----------------- | ------------ | ------------ |
| Brasil (Pro-Música Brasil)                                    | Sentadona (Remix) | 2x Diamante  | 300.000.000‡ |
| ‡vendas+valores de streaming baseados somente na certificação |                   |              |              |

## Faixas e formatos
| Download digital / streaming |                         |         |  |
| N.º                          | Título                  | Duração |  |
| 1.                           | "Sentadona (Ai Calica)" | 2:46    |  |

| Download digital / streaming |                                                                         |         |  |
| N.º                          | Título                                                                  | Duração |  |
| 1.                           | "Ai Calica, Ai Caralho (Brega Funk)" (Versão brega funk de "Sentadona") | 1:15    |  |

| Download digital / streaming |                     |         |  |
| N.º                          | Título              | Duração |  |
| 1.                           | "Sentadona" (Remix) | 2:05    |  |

## Prêmios e indicações
| Ano  | Prêmio                       | Categoria        | Recipiente        | Resultado | Ref.   |
| ---- | ---------------------------- | ---------------- | ----------------- | --------- | ------ |
| 2022 | MTV Millennial Awards Brasil | Hino do Ano      | Sentadona (Remix) | Indicado  | [ 12 ] |
| 2022 | MTV Millennial Awards Brasil | Coreô Envolvente | Sentadona (Remix) | Indicado  | [ 12 ] |

## Histórico de lançamento
| Região | Data                   | Formato(s)                 | Versão               | Distribuidora digital | Ref.   |
| ------ | ---------------------- | -------------------------- | -------------------- | --------------------- | ------ |
| Várias | 4 de fevereiro de 2022 | Download digital streaming | Original             | ONErpm                | [ 9 ]  |
| Várias | 4 de março de 2022     | Download digital streaming | Versão brega funk    | ONErpm                | [ 10 ] |
| Várias | 17 de março de 2022    | Download digital streaming | Remix de Luísa Sonza | ONErpm                | [ 11 ] |